# 中環至半山自動扶手電梯系統

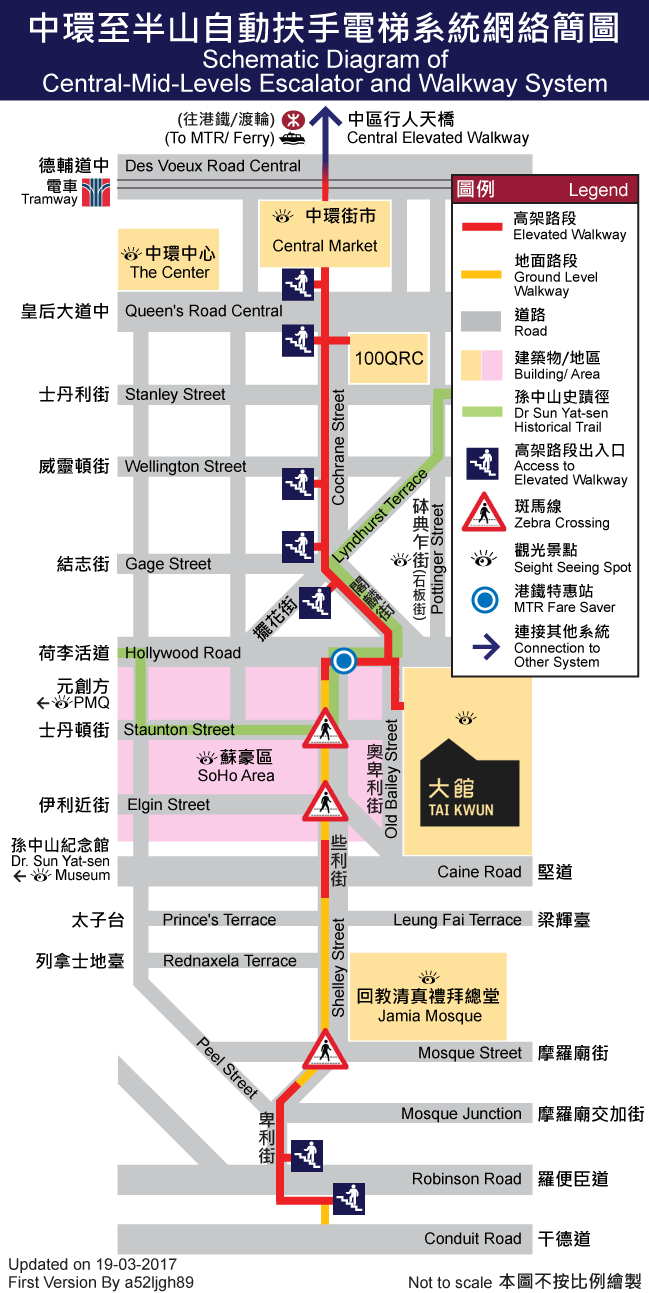
中環至半山自動扶手電梯系統網絡圖，從半山干德道一直延伸至德輔道中及中區行人天橋，不過德輔道中與皇后大道中之間是穿過前中環街市，扶手電梯起點是在皇后大道中與閣麟街起點交界處沿閣麟街方向開始。另除羅便臣道與干德道之間是沿巷內穿過外（因本身羅便臣道與干德道之間不設馬路，只有一條狹窄的行人路，而且只有一條樓梯在有限的空間回到該行人路接駁至干德道），其他路段都是沿著街道或馬路興建。

中環至半山自動扶手電梯系統（英語：Central-Mid-Levels Escalator and Walkway System，簡稱半山電梯，路政署結構編號：HF135），是連接港島中環商業區與半山區的行人交通系統，於1993年10月15日（星期六）啟用，全長超過800米，創下全球最長戶外有蓋行人扶手電梯系統的紀錄。

## 沿革
面對半山區狹窄道路日益繁忙的問題，香港政府於1982年展開了興建中環至半山自動扶手電梯系統的計劃，原本希望可吸引半山區居民步行往來中環商業區，以紓緩半山區的道路交通。系統由法國工業建築公司負責建造，原評估須4400萬港元興建，後來興建中途發現嚴重超支問題，最終耗資2億4500萬港元，並於1993年10月15日（星期六）啟用，工程總耗時2年多，估計每年所使用的電費約50萬港元。

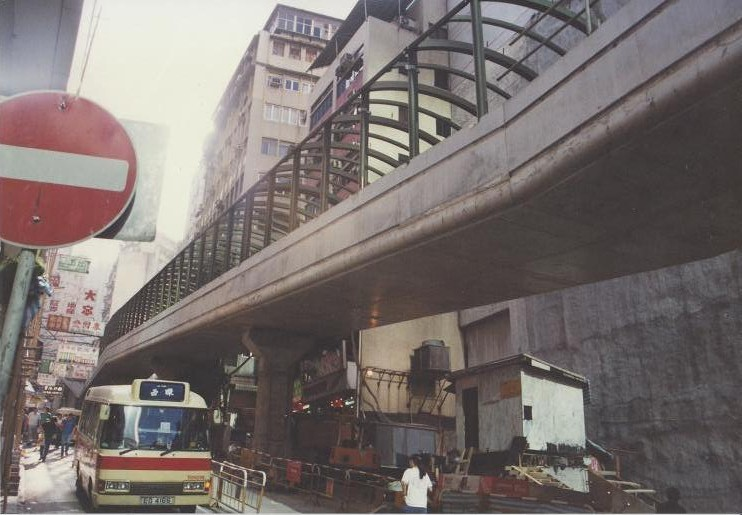
九十年代初興建中的半山自動扶手電梯

啟用前夕，時任運輸署助理署長李樹榮親自試乘，他表示由於半山區地理環境狹窄，只能興建一條電梯，並以潮水式運作，在指定時間改變運行方向配合人潮。扶手電梯在啟用當天早上已有大批市民在入口等候試乘，但啟用不久便告故障，起因是電梯的虛位被碎石、垃圾等雜物塞死，導致23段自動電梯中有5段故障，需要暫停運作20分鐘至2小時不等。由於扶手電梯在部分位置與民居十分接近，最近的位置不足1米，在興建時和啟用初期曾爆出治安問題，後來路政署在電梯接近民居位置加裝圍欄或膠板，並裝設接駁警署的閉路電視監察系統，以防被人利用電梯侵入民居。
政府以此系統作為試驗計劃，用以評估自動行人道系統的成本效益。因此，當局於1994年進行了系統落成前後變化的研究，所得結論是，系統能推廣步行和紓緩公共交通服務的壓力，但卻未能吸引駕駛人士放棄駕車，從而紓緩區內交通擠塞的情況。隨後，政府於1999年擬議，在港島興建六個類似的上坡電梯系統，其中炮台山系統及正街系統已相繼於2007年及2013年落成。
自1990年代系統啟用起，中環商業區及海旁的人流能輕易引導至山勢較高的地區，因而推動了荷南地區（荷李活道以南）的再發展，由舊式住宅區轉型為餐廳及酒吧等林立的蘇豪區，成為了吸引外地旅客的著名景點之一。
而扶手電梯系統日益繁忙，使用人次由1999年的每天3.5萬人次，上升至2005年的每天5.4萬及2010年的每天8.5萬人次。於2010年，有中西區區議員認為，現時的扶手電梯系統接近飽和，遂建議當局研究修建第二個扶手電梯系統的可行性。
2012年，「人人暢道通行」「擴展計劃」將閣麟街一段納入，在閣麟街興建一部升降機，以方便有需要人士使用系統。而2016年，「人人暢道通行」「第二階段計劃」則將橫跨羅便臣道近慧豪閣一段納入，將興建升降機。
2014年，系統每年維修及保養開支約為1,250萬港元。在系統啟用了約25年後，由於扶手電梯機件老化，故障時數日增，香港政府決定由2017年起至2023年間，分3階段全面更換系統內的扶手電梯。
2018年，前中區警署建築群活化項目的一段新分支啟用，由現時系統內荷李活道與奧卑利街交界的高架行人通道起，新建行人天橋連接「大館」古蹟及藝術館閱兵廣場。

## 特色

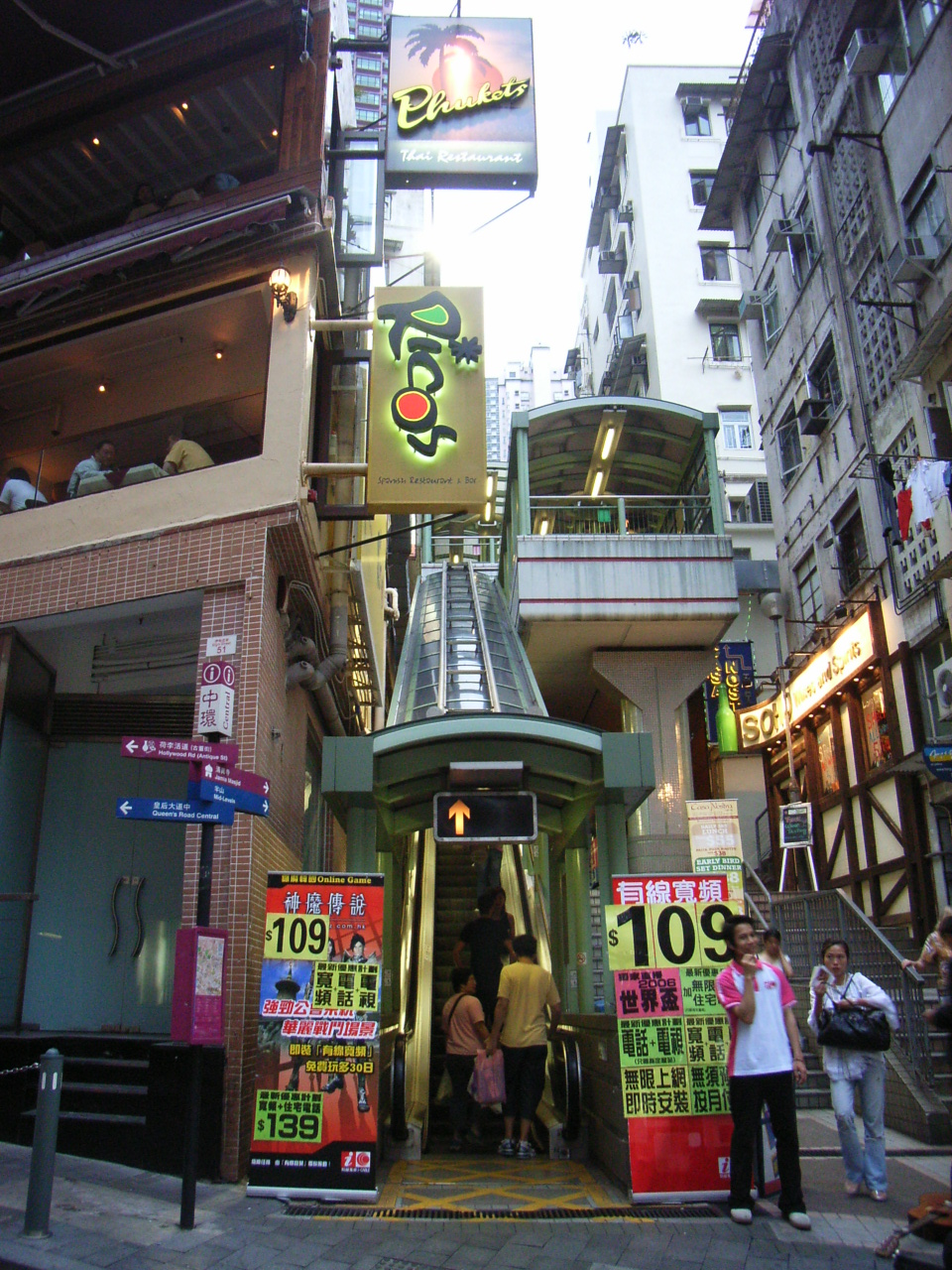
伊利近街入口

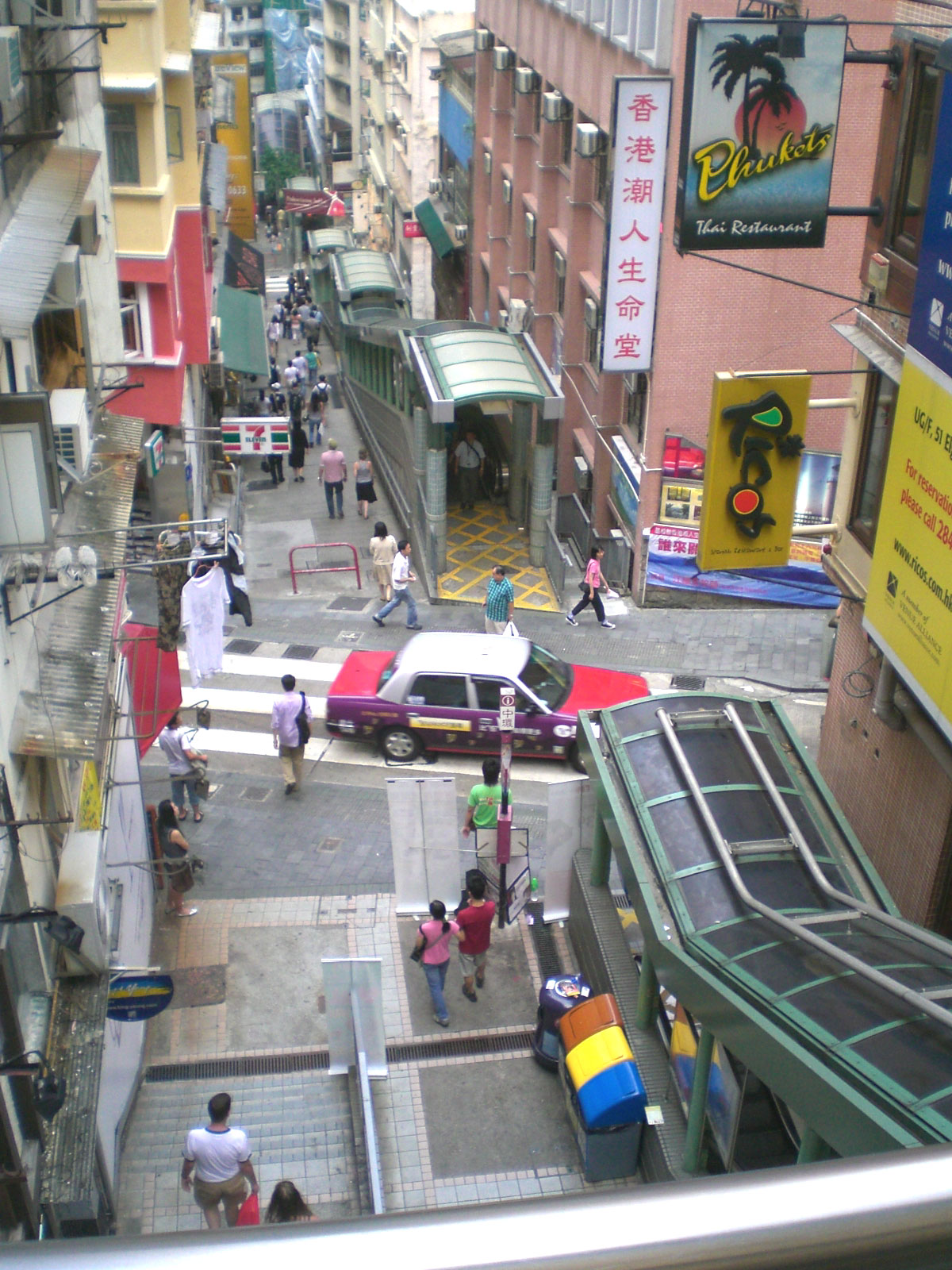
向伊利近街入口及山下回望

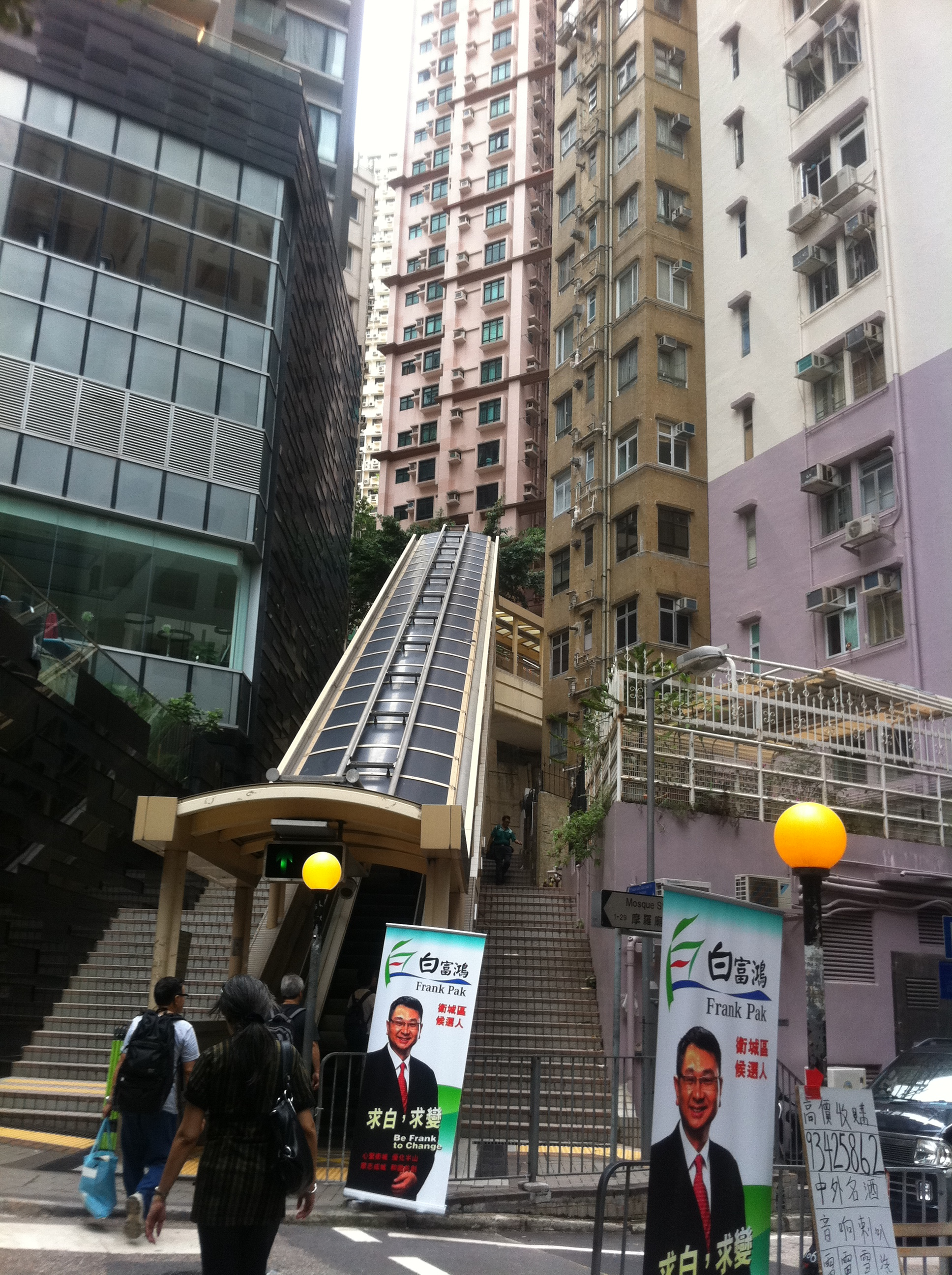
摩羅廟街入口

中環至半山自動扶手電梯系統全長超過800米，垂直差距為135米，由18條可轉換行走方向的自動扶手電梯和3條自動行人道組成，並以有蓋行人道及行人天橋連接，免費供大眾使用，現時由機電工程署負責管理。
整個系統的自動扶手電梯及自動行人道在同一時間只作單向運作，系統會按人潮於不同時段改變方向。現時，系統每日上午6時至10時向下行往中環，服務往商業區上班的市民；而上午10時至午夜12時，則向上行往半山，方便遊客及下班市民登山。若要與系統逆行，就須使用沿途的樓梯及斜道。
中環至半山自動扶手電梯系統的起點是位於德輔道中與皇后大道中之間的前中環街市，與通往商業中心區及海旁的中區行人天橋系統緊接相連。半山電梯系統其後途經整條閣麟街，然後轉入荷李活道，再途經整條些利街、一小段卑利街、繼而轉入羅便臣道，到達位於半山干德道的終點。根據《健力士世界紀錄大全》，此系統是全球最長的戶外有蓋行人扶手電梯。完成整個旅程約需時24分鐘，而由干德道步行至皇后大道中行人天橋，共有782級樓梯。
為吸引大眾步行前往轉乘集體運輸，港鐵公司在半山電梯系統中段、荷李活道與些利街交界的高架行人通道內設有港鐵特惠站。只須使用成人八達通在特惠站的感應器上拍卡，如果該八達通卡於當天緊接的一程港鐵車程，是由附近的香港站（不適用於機場快綫）、中環站或上環站出發，就可獲得車費減免。
在電梯系統的人流中或從高處俯瞰，可體驗香港生活面貌及港島街道風景，加上其全球最長之名銜，因此系統本身已是香港知名景點之一。此外，系統附近亦有多個其他景點，包括酒吧餐廳林立的蘇豪區、有百年歷史的法定古蹟舊中區警署建築群與孫中山紀念館、被列為一級歷史建築的砵典乍街（石板街）、活化成元創方的三級歷史建築前荷李活道已婚警察宿舍，而孫中山史蹟徑的其中一段亦途經本系統，吸引不少中外遊客到此參觀。

## 圖片

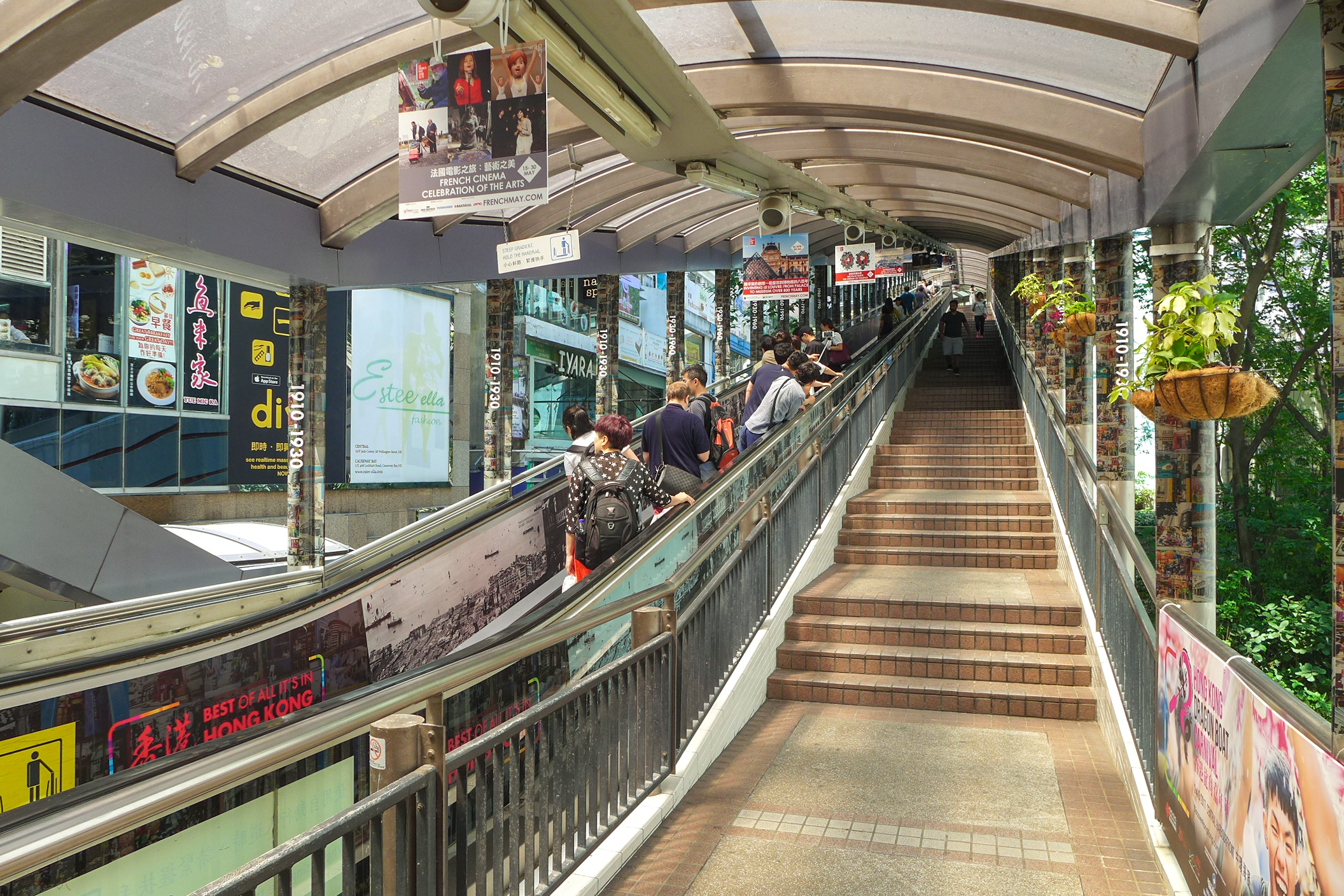
半山自動電梯系統
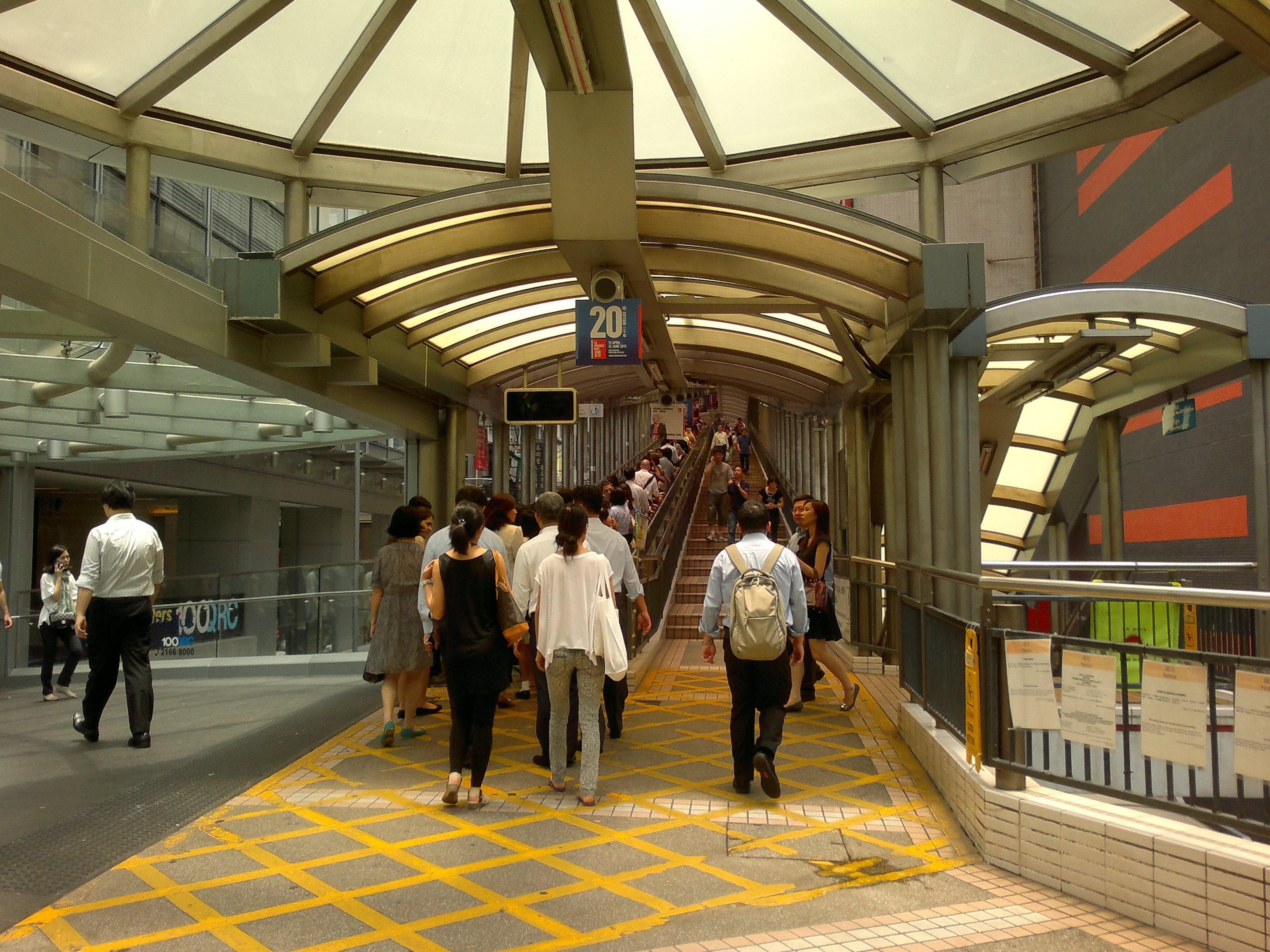
系統於皇后大道中的入口，連接中環街市及100QRC
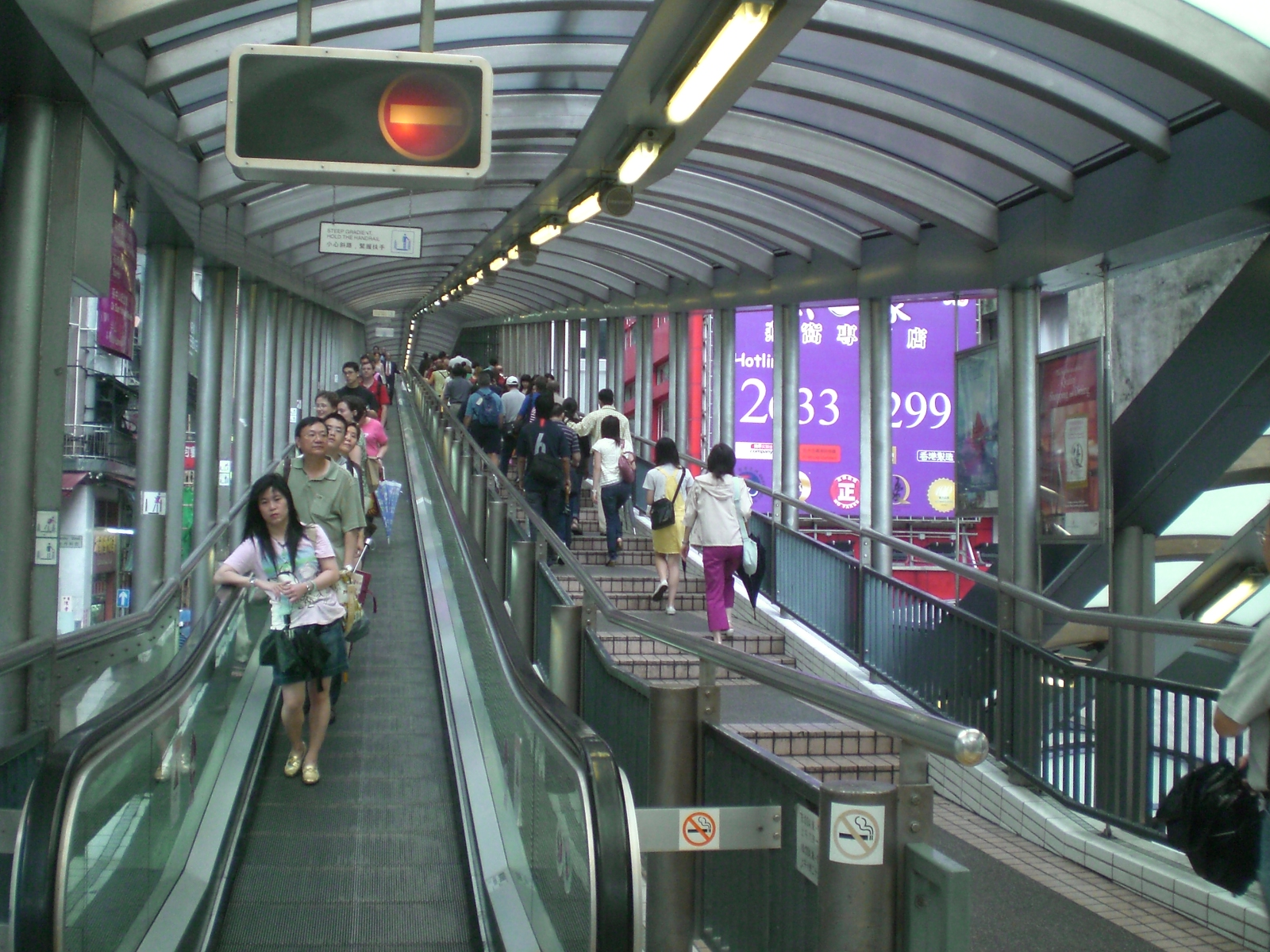
半山自動電梯系統下行時段

## 交匯街道
由山下至半山，系統沿途交匯的街道依次為：
1. 域多利皇后街
2. 德輔道中
3. 皇后大道中
4. 士丹利街
5. 威靈頓街
6. 結志街
7. 擺花街
8. 奧卑利街
9. 士丹頓街
10. 伊利近街
11. 堅道
12. 梁輝臺
13. 太子台
14. 列拿士地臺
15. 摩羅廟街
16. 摩羅廟交加街
17. 羅便臣道
18. 干德道

## 影視作品取景
半山電梯是港島市區的標誌性景觀，因此曾吸引多部影視作品在此取景，包括：
- 重慶森林（1994，導演：王家衛）
- 中國匣（1997，導演：王穎）
- 新警察故事（2004，導演：陳木勝）
- 公元2000（2000，導演：陳嘉上）
- 薰衣草 (電影)（2000，導演：葉錦鴻）
- 蝙蝠俠—黑夜之神（2008，導演：基斯杜化·路蘭）[17]
- truth～最後の真実～ PV（英语：New World / Truth (Saigo no Shinjitsu)）（2009，w-inds.）
- 得閒炒飯（2010，導演：許鞍華）

## 交通
前往半山電梯的山下起點中環街市：
| 接駁交通列表 |
| --- |
| 香港電車 - 西行：72W砵典乍街站 - 東行：25E租庇利街站 港鐵 - █ 東涌綫、 █ 機場快綫：香港站C、E出口 - █ 荃灣綫、 █ 港島綫：中環站 - █ 港島綫：上環站E1出口 中區行人天橋系統 |

擺花街、荷李活道、般咸道、羅便臣道、干德道也有多綫巴士、小巴途經。

## 外部連結
维基共享资源上的相關多媒體資源：中環至半山自動扶手電梯系統